# Geofone
Geofone é um instrumento que serve para escutar ruídos na terra, utilizando-se da prospecção através do eco.
Existem geofones que servem para registrar ondas sísmicas (I) e também existem geofones que são destinados à localização de vazamentos em dutos subterrâneos (II).

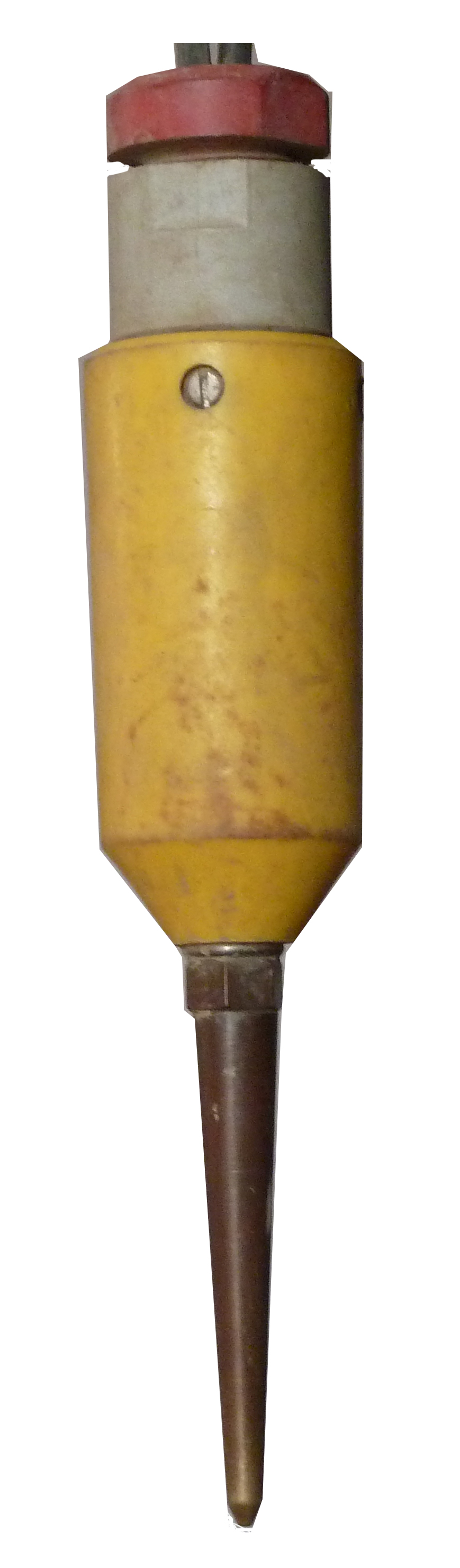
Geofon

(I) Geofones para ondas sísmicas são sensores que fixados a superfície captam vibrações (naturais ou induzidas) do terreno. Os hidrofones são os sensores equivalentes aos geofones, mas são específicos para ambientes aquáticos.
Existem inúmeros tipos de geofones, cada um com capacidades técnicas diferentes. Por exemplo a frequência natural de um geofone irá caracterizar o valor mínimo que este pode registrar. Assim um geofone com frequência natural de 14 Hz irá reconhecer com precisão apenas frequências a partir deste valor.
Outra característica dos geofones consiste na sua capacidade de registrar ondas sísmicas P ou S, ou ainda os dois tipos de ondas. Os geofones e hidrofones são os sensores que conectados a um sismógrafo podem ajudar a realizar um imageamento da subsuperfície.
Atualmente as empresas que fornecem equipamentos para a indústria de prospecção de petróleo estão desenvolvendo um novo tipo de geofone chamado de acelerômetro. Este novo produto possuí maior precisão no registro das ondas sísmicas e segue como tendência para substituir os modelos atuais com  o decaimento do preço.
(II) Um outro tipo de instrumento que também é chamado de "Geofone" serve para identificar vazamentos invisíveis em redes de abastecimento de água potável. Vazamentos hidráulicos são um problema global. No Brasil, segundo estatísticas do ministério das cidades, a perda física da água potável é 39% da produção. Ou seja, do total da água tratada, 39% nem chega na casa dos consumidores. Os geofones funcionam pela escuta: quando líquidos pressurizados escapam por um orifício eles criam vibrações e ruídos bem típicos. Estes ruídos são identificados e localizados por geofones.

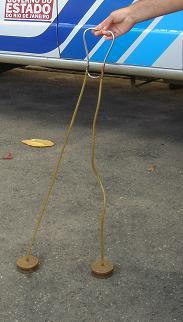
Geofone mecânico

A detecção de vazamentos em tubos enterrados por escuta começou já no início do século passado, ainda com geofones mecânicos e com hastes de escuta. Um geofone moderno é composto um amplificador eletrônico, fones de ouvido estéreo e uma tela para visualizar dados.
Os geofones mais sofisticados ainda possuem filtros eletrônicos para eliminar ruídos ambientais que possam prejudicar a eficacidade de uma busca. O geofone normalmente é utilizado de madrugada quando há menos barulhos ambientais e uma pressão hidráulica maior devido a um consumo de água que normalmente é menor durante a noite. Pelo fone de ouvido um operador de geofone experiente consegue qualificar um ruído como ruído de vazamento e pelo indicador de intensidade do ruído ele consegue localizar o mesmo.
O equipamento mais sofisticado da família de geofones é o correlacionador de ruídos que também funciona pela escuta. Um correlacionador é composto de dois ou mais sensores de geofones que façam medições de ruídos simultaneamente em diversos pontos da rede. Via rádio os sensores transmitem os ruídos para um processador central que faz a correlação dos ruídos e que consegue calcular com uma precisão de poucos centímetros o local exato dos vazamentos. O modelo nesta foto é ligado a um celular para se obter gráficos facilitando na detecção de vazamentos.
Existem agora no mercado câmeras sofisticadas com infravermelho para detecção de rachaduras e inspeções de poços onde não se e possível o acesso físico, fazem se isso com aparelhos como mostra a imagem ao lado.

## Construção

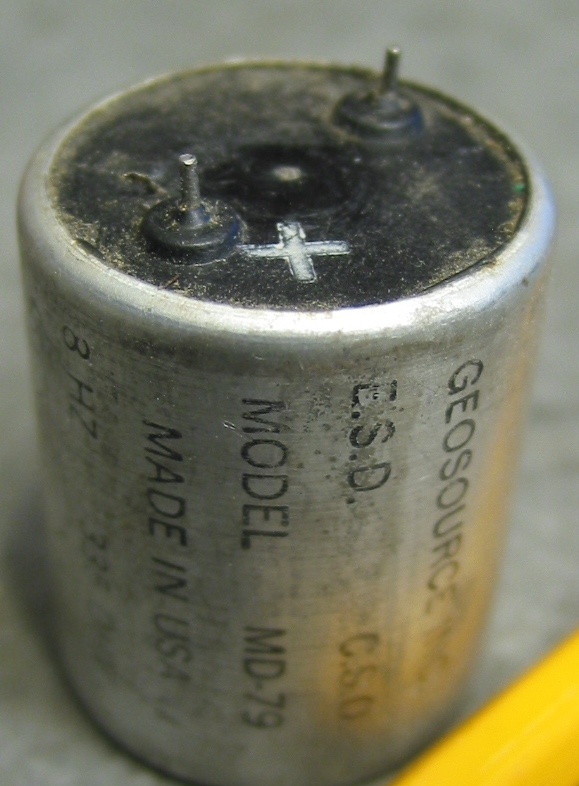
Geosource Inc. MD-79—8Hz, 335Ω geophone

Os geofônes historicamente foram dispositivos passivos  analígicos e tipicamente compreendem uma massa magnética montada em mola movendo-se dentro de uma bobina de fio para gerar um sinal elétrico. Projetos recentes basearam-se na tecnologia microelectromecânica (MEMS) que gera uma resposta elétrica ao movimento do solo através de um circuito de feedback ativo para manter a posição de um pequeno pedaço de silício.